# Wat Hua Lamphong
 (avril 2018).
Si vous disposez d'ouvrages ou d'articles de référence ou si vous connaissez des sites web de qualité traitant du thème abordé ici, merci de compléter l'article en donnant les références utiles à sa vérifiabilité et en les liant à la section « Notes et références ».
Wat Hua Lamphong (thaï : วัดหัวลำโพง), surnommé le temple du cercueil, est un temple royal bouddhiste de troisième classe, dans le district de Bang Rak de Bangkok, en Thaïlande.
Il est situé sur la route Rama IV, entre la route Si Lom et la route Suriwong à Bangkok, dans le quartier d’affaires modernes de Bangkok au sud-est, et au nord-ouest de la route Si Phraya. Il se trouve à un pâté de maisons de l’hôtel The Montien et à environ 1 km de la gare principale de Hua Lamphong,. Une entrée de la station Sam Yan du métro de Bangkok est située à l’extérieur de l’entrée principale de l’enceinte du temple sur la route Rama IV.

## Histoire
Ce temple date de l'époque du règne de Rama IV, au 19ème siècle. Wat Hua Lamphong a été rénové pour célébrer le 50e anniversaire de l’accession au trône du roi Bhumibol Adulyadej (Rama IX) en 1996. Le sceau royal de ce qui est devenu connu sous le nom de Kanchanapisek, ou jubilé d’or, montre deux éléphants entourés de parapluie à plusieurs niveaux, contribue largement au remodelage du temple.

## Style et sisposition

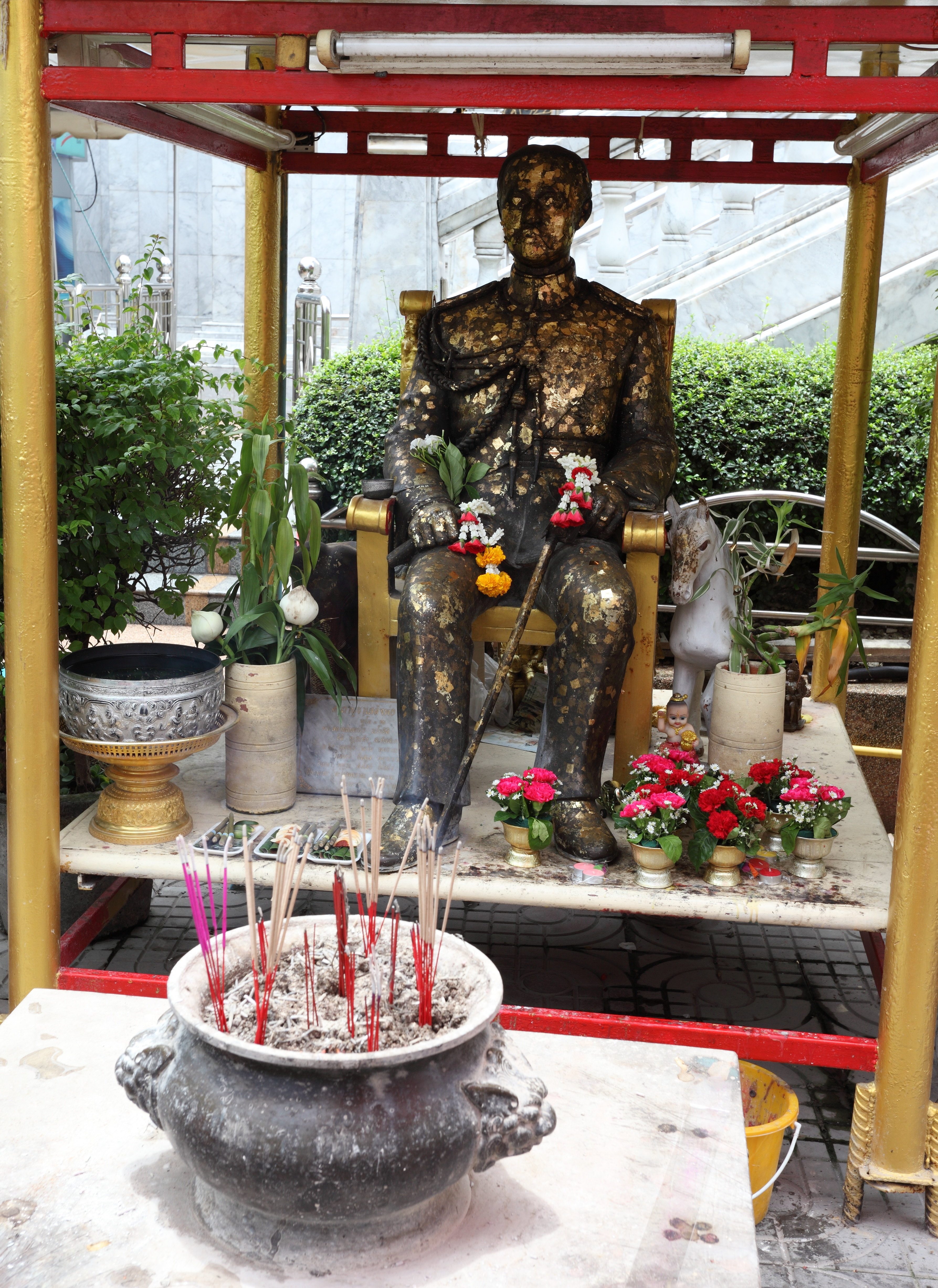
Le sanctuaire du roi Rama V au Wat Hua Lamphong

À l’intérieur de l’enceinte du temple, l’ubosot et le vihara sont inhabituellement élevés sur une plate-forme haute d’un étage, accessible par un large escalier. La plate-forme soutient également le chedi du temple.
Le complexe situé devant et sous la plate-forme de l’ubosot abrite de nombreux sanctuaires consacrés à d’importantes figures bouddhistes thaïlandaises, dont le roi Chulalongkorn (Rama V) et le dieu hindou Ganesha.
Le complexe du temple contient également un crématoire, et des quartiers d’habitation pour les moines.